# Grupo do Rio

Membros do Grupo do Rio destacados no globo.

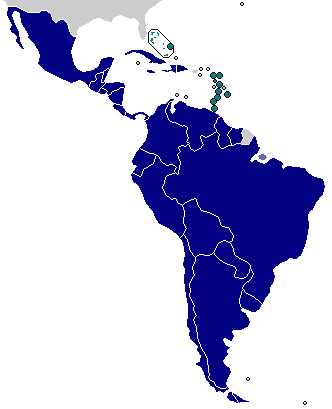
Mapa da América com os Estados-membros do Grupo do Rio em destaque.

O Grupo do Rio (ou Mecanismo Permanente de Consulta e Concertação Política da América Latina e do Caribe) é um mecanismo de consulta internacional constituído por Estados democráticos latino-americanos e caribenhos. Foi criado em 18 de dezembro de 1986, por meio da Declaração do Rio de Janeiro, assinada por Argentina, Brasil, Colômbia, México, Panamá, Peru, Uruguai e Venezuela. O Grupo do Rio não possui secretariado permanente e funciona com base em reuniões de cúpula anuais. As suas decisões são adotadas por consenso.
Foi originalmente criado para substituir o Grupo de Contadora (México, Colombia, Venezuela e Panamá) e o Grupo de Apoio a Contadora (Argentina, Brasil, Peru e Uruguai), com o nome de "Grupo dos Oito"; em 1990, adotou o nome "Grupo do Rio".

## Membros
São membros do Grupo (com data de admissão):
| - Argentina (1986) - Bolívia (1990) - Brasil (1986) - Chile (1990) - Colômbia (1986) - Costa Rica (2000) - Cuba (2008) - Equador (1990) - El Salvador (2000) - Guatemala (2000) - Guiana (2008) - Haiti (2008) |  | - Honduras (2000) - Jamaica (2009) - México (1986) - Nicarágua (2000) - Panamá (1986) - Paraguai (1990) - Peru (1986) - República Dominicana (2000) - Suriname (2009) - Uruguai (1986) - Venezuela (1986) - CARICOM* |

A América Central participou como um bloco de representação rotativa de 1990 a 1999; em 2000, seus integrantes aderiram individualmente ao Grupo. O CARICOM participa com representação rotativa por um de seus países.